# Sergio I
Sergio I (Palermo, ¿?-Roma, 8 de septiembre de 701) fue el papa 84.º de la Iglesia católica de 687 a 701.

## Biografía
Era descendiente de una familia siria de Antioquía asentada en Palermo.
Designado papa después de dos elecciones, una a favor del arcediano Pascual, y la otra al arcipreste Teodoro. Este último se sometió voluntariamente a Sergio; el arcediano, aunque lo hizo, fue de mala voluntad.
Estos dos antipapas quedaron pronto apartados por la elección de Sergio I, que, con el apoyo del exarca de Rávena fue consagrado, con sospechas de simonía al haber sido acusado de pagar por su elección al citado exarca, el 15 de diciembre de 687.
Durante su pontificado se celebró un concilio en Constantinopla, entre el 691 y el 692, convocado por el emperador Justiniano II y conocido como Segundo Concilio Trullano.
Este concilio es considerado por la Iglesia ortodoxa como complementario de los concilios ecuménicos quinto y sexto y, por tanto, es también conocido como Concilio Quinisexto; emitió ciento dos cánones que, aunque firmados por los legados papales, fueron rechazados, en parte, por Sergio I, como el que aprobó que los hombres casados pudieran acceder al sacerdocio, lo que suponía una relajación de la regla del celibato, pero sobre todo por las decisiones que equiparaban la sede de Constantinopla con la de Roma.
Este rechazo a reconocer el sínodo provocó el enfrentamiento entre el papado y el emperador bizantino, que llegó a intentar la detención y traslado a Constantinopla de Sergio I, para lo que envió a Roma una misión, que fracasó debido al apoyo que el papa recibió de la milicia de Rávena y de la Pentápolis.
El emperador Justiniano II, irritado de que Sergio rehusase aprobar los cánones del Concilio in Trullo, envió a Zacarías a Roma para prender al Papa y conducirle a Constantinopla, pero habiendo tomado los soldados la defensa de Sergio como algo personal, Zacarías hubo de implorar su protección para librarse del furor de las tropas.
Durante su pontificado, como ha quedado indicado, surgieron dos antipapas, (Teodoro II y Pascual I) y se llevó a cabo la conversión de los frisones. Sergio pudo, además, extinguir el cisma de los obispos de Istria.
Introdujo el Agnus Dei en la misa. Se le conmemora el 8 de septiembre.